# Endosporie
Unter Endosporie bezeichnet man in der Botanik das Phänomen, dass die eingeschlechtliche gametenbildende Generation (Gametophyt) nicht selbständig wird, sondern sich innerhalb der Spore entwickelt. Nur die fertigen männlichen Gameten (Spermatozoide oder Spermazellen) verlassen die Sporenwand, um eine weibliche Eizelle innerhalb einer anderen Spore (Megaspore) zu befruchten.
Endosporie geht stets einher mit Heterosporie, bei der man Mikrosporen und Megasporen unterscheidet. Sie gilt als Endpunkt der evolutionären Tendenz hin zur Dominanz des Sporophyten. Die Endosporie ist ein Merkmal der Moosfarne (Selaginella), der Brachsenkräuter (Isoetales), der Wasserfarne (Salvinia, Azolla, Pilularia und Marsilea) und der Samenpflanzen.